# 李育德 (唐朝)
李育德（6世纪—619年4月17日），赵州人。祖父李谔任隋朝通州刺史，为名臣。世代有积蓄，家僮百人。隋末天下大乱，李育德就秘密准备军械铠甲，据武陟自保，人们多归顺他，遂被拥立为首。剧贼王德仁等来掠，不能克。得知隋朝灭亡后，与河内郡掾柳燮、河阳都尉独孤武都等归顺李密，被李密私署为总管。李密为王世充所破后，武德元年（618年）十月，李育德以本郡降唐朝（《旧唐书·高季辅传》误作李厚德以武陟降唐），得拜陟州刺史。
其兄李厚德被王世充所俘虏，逃跑渡河后又被抓。王世充囚禁他于获嘉，让他写信招降李育德，李育德假装同意，于是李厚德虽然被长期下狱，却免于一死。武德二年（619年）二月，他与本州人贾慈行、守将赵君颖合谋夺取获嘉县所属的殷州，以城降唐，被拜为殷州刺史。王世充遣其兄子王君廓侵陟州，被李育德击退，斩首千余级。李厚德去探视有疾病的亲人，留李育德守殷州。李育德引兵攻克王世充治下河内堡三十一所。王世充怒，聚集锐士攻打殷州，数日后城陷，李育德仍然在中门外力战，与三个弟弟皆阵亡。